# Shiv Dayal Batish
Shiv Dayal Batish (también conocido como SD Batish, Maestro Ramesh, Nirmal Kumar, Pandit Shiv Dayal Batish, n. 14 de diciembre del 1914 † f. 29 de julio del 2006) fue un cantante de playback, compositor, músico, escritor y director de música indio, nacido en Patiala, perteneciente a una familia de brahmanes. Falleció en Santa Cruz, California, Estados Unidos, donde residía desde 1970.

## Carrera
Shiv Dayal Batish en sus inicios de su carrera como músico y compositor, se dedicó a componer temas musicales para el cine Hindi y Punjabi. La radioemisora SD, transmitió su primer programa a partir de 1936, desde los estudios de "All India Radio", en Delhi. Hasta la fecha sus canciones son recordadas gracias a la difusión de All India Radio y TV. Una simple búsqueda por YouTube, Batish tuvo una serie de visitas y descargas, para ver y recordar por medio de sus numerosos vídeos musicales y escuchar sus viejas canciones convertidas en clásicos. Pandit Batish mostró su dominio y comprensión profunda sobre los diferentes estilos vocales e instrumentales de la música de la India del Norte. No sólo interpretó estos géneros, también compuso profundamente dentro de ellos, la creación de sus obras memorables que han sido cantadas por otros reconocidos artistas como Lata Mangeshkar, Asha Bhonsle, Geeta Dutt, Mohammad Rafi, Talat Mahmood y Manna Dey. Ha interpretado temas musicales para varias películas de Bollywood como Betab, Bahu Beti, Toofan, Harjeet, Tipu Sultan, Ham Bhi Kuch Kam Nahin, Amar Keertan y Zalim Tera Jawab Naheen. Algunas de sus canciones de éxito más conocidas son, Pagadi Sambhal Jatta, Khamosh Nigahen y Aakhen Kehe Gayi Dil Ki Baat.
Shiv Dayal Batish se trasladó al Reino Unido en 1964, para participar en un festival en Gales, Cardiff, en la que impresionó a Fenner Brockway, quien le ayudó a emigrar a Reino Unido.

## Obras

### Libros
- Ragopedia, V. 1 - Exotic Scales of North India (Book)[1]

- Ragopedia Cassette - Accompaniment tape to Ragopedia V. 1 (Book)[1]
- Ragopedia V. 2, Exotic Scales of South India (Book)[1]

- First 10 Thaat Raga Chalans - (Text and Cassettes package)

- Raga Chalans V. 1 (A-C) - Expansions for all the ragas from A to C as given in the Ragopedia V. 1 (Book)

- Raga Chalans V. 2 (D-I) - Expansions for all the ragas from D to I as given in the Ragopedia V. 1 (Book)

- Raga Chalans V. 3 (J-K) - Expansions for all the ragas from J to K as given in the Ragopedia V. 1 (Book)

- Raga Chalans V. 4 (L-M) - Expansions for all the ragas from L to M as given in the Ragopedia V. 1 (Book)

- Raga Chalans V. 5 (N-R) - Expansions for all the ragas from N to R as given in the Ragopedia V. 1 (Book)

- Raga Chalans V. 6 (S) - Expansions for all the ragas under S as given in the Ragopedia V. 1 (Book)

- Raga Chalans V. 7 (T-Y plus some rare ragas) - Expansions for all the ragas from T to Y plus a collection of rare ragas not previously listed in the Ragopedia V. 1 (Book)

- Rasik Raga Lakshan Manjari V. 1 - History and Theory of North Indian Music with Lakshan Geets (introductory songs written in English) for the First Ten Thaats of the North Indian classical music system written in staff and sargam notations. (Book)

- First Ten Thaat Raga Lakshan Geet - Written, composed and sung by S. D. Batish (Cassette / CD)

- Rasik Raga Lakshan Manjari V. 2 - 100 further Lakshan Geet, 10 per Thaat written in staff and sargam notations. (Book)

### Discografía
- Om Shanti Meditation - Dilruba

- Ram Bhajans - Hindu Devotional Songs

- 72 Carnatic Melakarta of South India - volume 1

- Raga Todi - Alaap and Bhajan "Jai Jia Mahadeva

- Asavari Thaat Ragas Lakshan Geet

- Bhairava Thaat Raga Lakshan Geet

- Bhairavi Thaat Raga Lakshan Geet

- Bilaval Thaat Raga Lakshan Geet

- Kafi Thaat Raga Lakshan Geet

- Kalyan Thaat Raga Lakshan Geet

- Khammaj Thaat Raga Lakshan Geet(Cassette/CD)

- Marava Thaat Raga Lakshan Geet

- Pooravi Thaat Raga Lakshan Geet(Cassette/CD)

- Todi Thaat Raga Lakshan Geet